# 울주도서관
울주도서관은 울산광역시 울주군 언양읍에 있는 도서관이다.

## 연혁
- 1990. 12. 27. 울주도서관 설치조례 공포 (울주군 조례 제 1199호)
- 1991. 03. 27. 도서관 건물 준공
- 1991. 08. 26. 조경 및 부대시설 공사
- 1991. 10. 11. 도서관 개관
- 2000. 01. 31. 평생학습관 지정/울산광역시교육감
- 2000. 10. 04. 이동도서관 운영
- 2000. 12. 01. 전국문화기반시설 우수상 수상
- 2001. 12. 01. 전국문화기반시설 우수상 수상
- 2003. 06. 24. 디지털자료실 개실
- 2009. 12. 30. 도서관 증축건물 준공
- 2010. 02. 23. 도서관 증축건물 개관
- 2010. 06. 25. 도서관 리모델링공사 완공
- 2010. 07. 11. 도서관 전체 개관
- 2013. 03. 28. 한국도서관상 수상

## 시설 현황
- 1층: 장애인·어르신자료실, 영유아자료실, 어린이자료실 / 관장실, 총무과, 기록물관리실, 안내실, 다목적실, 당직실
- 2층: 문학자료실, 사서과, 북카페, 자유열람실
- 3층: 종합자료실(일반자료, 향토자료, 참고자료), 디지털자료실, 시청각실

## 이용 안내
실별 이용 시간
휴관일
- 정기 휴관일: 매주 월요일
- 국가 공휴일
- 기타 도서관장이 필요하다고 지정하는 경우